# Игнатович, Елизавета Александровна
Елизавета Всеволодовна Игнатович (1903, Луганск — 1983, Москва) — советский фотохудожник и фоторепортёр.

## Биография
Сестра Бориса, Ольги и Елены Игнатович входила в круг Александра Родченко. В 1930 году вступила в художественное объединение «Октябрь». С середины 1930-х годов стала профессиональным фоторепортёром, работала в изданиях «Комсомольская правда», «Вечерняя Москва», «Смена», «Прожектор» и др. В 1937 году участвовала в Первой всесоюзной выставке фотоискусства. Среди известных фоторабот Игнатович этого времени — «Портрет работницы Татьяны Суриной» (1935), включаемый «в золотой фонд советского фотопортрета», и «Звеньевая колхоза „Зирка“ Полтавской области Галина Погребняк» (1940).
В 1940-е годы недолгое время была замужем за режиссёром Кириллом Домбровским. В 1960—1970-е годы снимала композиции для почтовых открыток. В 1967 году за создание репродукций для фотоальбома «Русская деревянная скульптура» была удостоена диплома 1-й степени на Девятом Всесоюзном конкурсе искусства книги.
Участник и призёр международных фотовыставок.
Не следует путать с Елизаветой Александровной Игнатович (Горошевской), женой Бориса Игнатовича в 1929-1938 годах.